# Calophyllum rotundifolium
Calophyllum rotundifolium är en tvåhjärtbladig växtart som beskrevs av Henry Nicholas Ridley. Calophyllum rotundifolium ingår i släktet Calophyllum och familjen Calophyllaceae. Inga underarter finns listade i Catalogue of Life.